# Бразильсько-югославські відносини

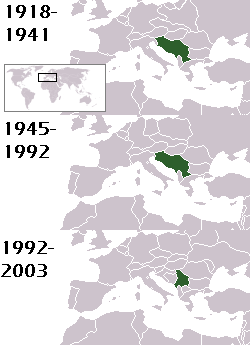
Положення різних політичних утворень, відомих як Югославія, кордони яких різнилися і змінювалися з плином часу

Бразильсько-югославські відносини — історичні двосторонні відносини між Бразилією і зниклою внаслідок розпаду Югославією. 

## Історія
Бразилія відкрила своє консульство в Белграді 1918 року, а офіційні двосторонні відносини було встановлено в 1938 році. Генеральне консульство Королівства Югославії в Сан-Паулу було відкрито 31 травня 1929 року. Перший бразильський посол у Королівстві Югославія прибув 3 червня 1939 року. Під час Другої світової війни Бразилія відрядила в Лондон свого повіреного у справах конкретно з метою підтримання зв'язку з югославським урядом у вигнанні. Після закінчення Другої світової війни в Югославії та створення Федеративної Народної Республіки Югославія між двома країнами в 1946 році відновлено дипломатичні відносини, а 1952 року ранг представництв було підвищено до рівня посольств. 1951 року Югославію відвідав віцепрезидент Бразилії Кафе Фільйо. 1963 року президент Югославії Йосип Броз Тіто організував місячний (18 вересня — 17 жовтня) південноамериканський тур, під час якого відвідав Бразилію, Чилі, Болівію, Перу та Мексику.
Після розпаду Югославії та ратифікації Угоди з питань правонаступництва нерухомість посольства Югославії у Бразилії перейшла у власність до Словенії — однієї з п'ятьох суверенних рівноправних держав-правонаступниць колишньої Югославії.